# الجومة (لبنان)
الجومة هي منطقة تجمع قرى لبنانية في قضاء عكار في محافظة عكار.

## بلداتها
يتوزع سكانها على البلدات التالية:
- تاشع
- ممنع
- عكار العتيقة
- الدورة
- الشقدوف العليا
- عيات
- البرج
- الشقدوف
- عين يعقوب
- بزبينا
- قبولا
- بينو
- تلة وشطاحة
- العيون
- بيت ملات
- تكريت
- رحبة
- جبرايل
- ضهر الليسينة
- إيلات

## وصلات خارجية
- مركز المعلوماتية للتنمية المحلية (لوكاليبان)